# Antoine Risso
Antoine Risso francia nevén, Antoine Joseph Risso olasz nevén Antonio Giuseppe Risso (Nizza, 1777. augusztus 7. – Nizza, 1845. augusztus 25.) francia-olasz természettudós, botanikus és ichthiológus. Zoológiai szakmunkákban nevének rövidítése: „Risso”.
Természettudományi munkásságát elismerve ma iskola, kollégium és egy körút is viseli nevét szülővárosában. Tisztelete jeleként róla nevezték el a risso-delfint.

## Életútja
Risso Nizzában született 1777. augusztus 7-én. A város ebben az időben a Szavojai Nagyhercegséghez tartozott. Édesapja asztalos volt és a fiatal korától a természettudományokat kedvelő Antoine szerencsésnek mondhatta magát, hiszen fiatalon tizenkét éves korában az orvos-botanikus Giovanni Battista Balbis mellé kerülhetett, mint gyógyszertári tanonc. Itt kezdte a természettudományi alapokat elsajátítani. Későbbi munkái is szülővárosához kötötték, dolgozott a városi kórházban, majd igazgatóként gondozta a városi botanikus kertet. Ezek mellett szerteágazó nemzetközi kapcsolatokat is kiépített, hiszen tagja volt számos nemzetközi tudományos társaságnak Párizsban, Torinóban, Londonban, Bázelban és Philadelphiában.

## Publikációi
1810-ben jelentette meg Nizza halfaunájáról szóló Ichthyologie de Nice írását. Pierre-Antoine Poiteau rajzaival gazdagon díszített "Histoire Naturelle des Orangers" (1818-1822) munkájában az illatos fehér virágok, a tarka ízletes gyümölcsök, a citrusfélék és a narancsok leírásai jelentek meg. 1826-ban összeállította Histoire naturelle de l'Europe méridionale címmel Dél-Európa természettörténetéről szóló munkáját. Nevéhez köthető mintegy ötven faj első leírása. Ismertebbek ezek közül a vaskos csabak, a pisztrángmárna, és a márványos zsibbasztó rája.